# Garage
Pour les articles homonymes, voir Garage (homonymie).

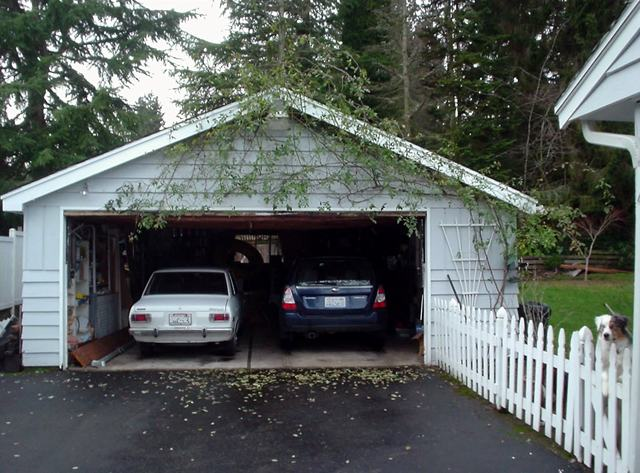
Le garage (ici pour deux voitures) était souvent une dépendance de la maison.

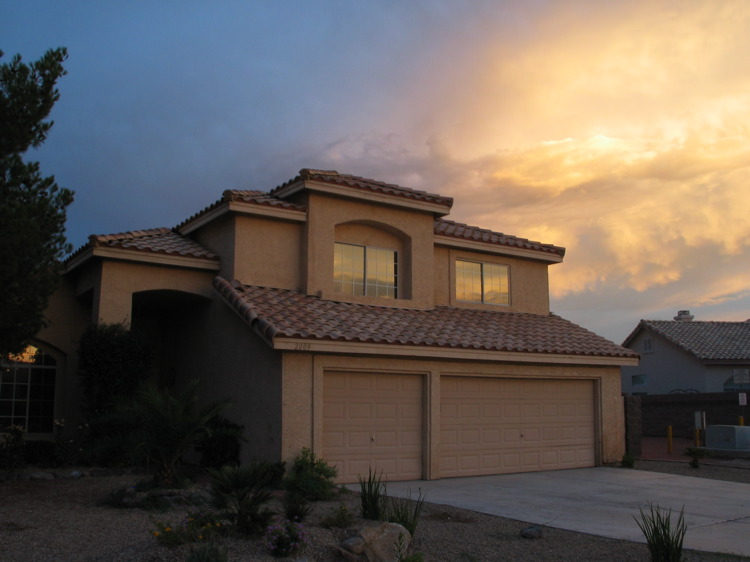
Aux Etats-Unis en particulier, et dans l'environnement urbain et pavillonnaire en général, la dépendance à la voiture se manifeste par la place croissante prise par le garage dans l'architecture de la maison.

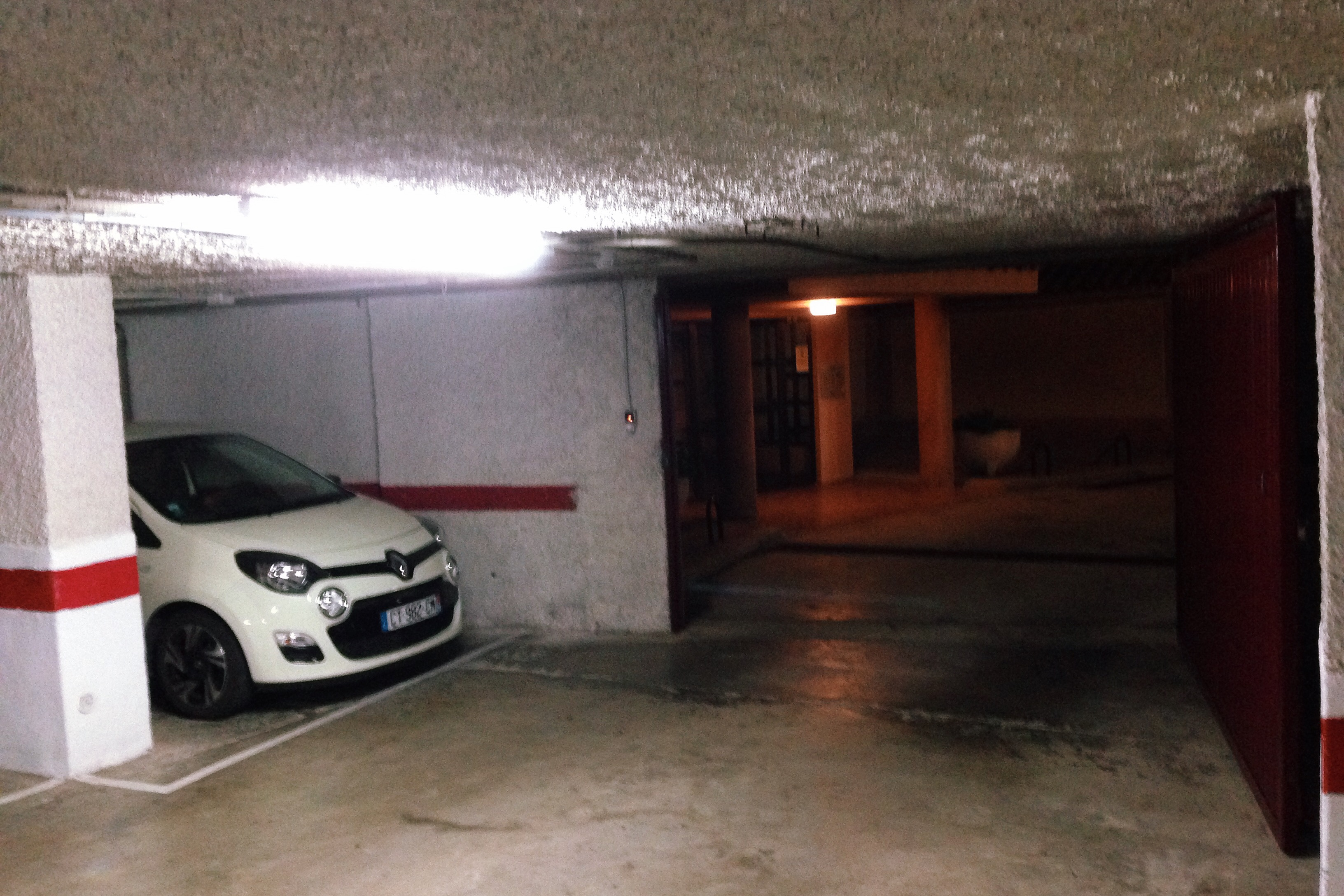
Dans les copropriétés ou sous les immeubles de bureaux, est généralement un parking souterrain, ou constitué de box fermés.

Un garage désigne un bâtiment généralement fermé, privatif, et destiné à abriter des véhicules. Presque synonyme, un parking peut désigner un espace destiné aux véhicules mais souvent sans immeuble, non fermé, et parfois public.

## Description
Dans les immeubles d'habitations collectives, le garage se situe souvent au sous-sol et est généralement constitué d'emplacements individuels privatifs entièrement fermés appelés « box » (« box » signifie « boîte » en anglais, comme beaucoup d'autres termes ayant trait à l'automobile, celui-ci vient du vocabulaire équestre d'origine anglophone et désigne originellement le bâtiment fermé abritant les chevaux dans une écurie).
Ailleurs et notamment dans l'habitat pavillonnaire où les habitants ont une dépendance à l'automobile plus grande, le garage est souvent au Rez de chaussée et intégré à la maison. Aux États-Unis notamment, de simple dépendance de la maison, il y a pris une place croissante en s'y intégrant, souvent alors considéré comme la dernière pièce de la maison.

## Autres usages
Le garage résidentiel sert souvent aussi de zone complémentaire de rangement, de lieu où entreposer des outils divers, de lieu d'entretien de la voiture (de vélos, motos, etc.) d'atelier de bricolage, voire de lieu de vie, la voiture étant alors garée à l'extérieur. 
Depuis la fin du XXe siècle, on observe une certaine tendance à l'aménagement de garage par leurs utilisateurs au même titre que les autres pièces de l'habitation principale : on réfléchit alors à l'isolation, au revêtement du sol et à des solutions pratiques, mais aussi esthétiques pour le rangement des outils et autres accessoires.